# Tabonuco
Tabonuco es un barrio ubicado en el municipio de Sabana Grande en el estado libre asociado de Puerto Rico. En el Censo de 2010 tenía una población de 281 habitantes y una densidad poblacional de 18,24 personas por km².

## Geografía
Tabonuco se encuentra ubicado en las coordenadas 18°7′41″N 66°56′7″O / 18.12806, -66.93528. Según la Oficina del Censo de los Estados Unidos, Tabonuco tiene una superficie total de 15.41 km², que corresponden a tierra firme.

## Demografía
Según el censo de 2010, había 281 personas residiendo en Tabonuco. La densidad de población era de 18,24 hab./km². De los 281 habitantes, Tabonuco estaba compuesto por el 81.85% blancos, el 4.27% eran afroamericanos, el 2.49% eran amerindios, el 5.69% eran de otras razas y el 5.69% pertenecían a dos o más razas. Del total de la población el 98.58% eran hispanos o latinos de cualquier raza.